# Мельник Кіндрат Семенович
Кіндра́т Семе́нович Ме́льник (13 (25) березня 1900 — 3 травня 1971) — радянський військовик, учасник Другої світової війни, генерал-лейтенант (28.04.1943).

## Біографія
Народився 13(25) березня 1900 року в містечку Іванків Радомисльського повіту Київської губернії (нині — райцентр Київської області). Українець.

### Громадянська війна
У лавах РСЧА з 1919 року. Учасник радянсько-української війни на боці більшовиків у складі військ Південно-Західного фронту. Був червоноармійцем, командиром відділення кавалерійського ескадрону.
У 1921—1926 роках — командир кав. ескадрону, начальник полкової школи. Член ВКП(б) з 1923 року.

### Міжвоєнний період
У 1926 році закінчив курси удосконалення командного складу кавалерії. Протягом 1927—1930 років обіймав посади начальника штаба, командира кавалерійського полку.
З 1930 по 1933 роки навчався у Військовій академії імені М. В. Фрунзе. По закінченні академії призначений начальником штабу 4-ї окремої кавалерійської бригади.
З 1935 року — начальник штабу 16-ї окремої кавалерійської дивізії. У липні-грудні 1937 року — командир 30-ї кавалерійської дивізії, згодом — військовий комендант міста Ленінграда.
У 1938 році призначений заступником начальника штабу Далекосхідного фронту. Брав участь у боях поблизу озера Хасан.
З вересня 1938 по липень 1939 року — начальник штабу 2-ї окремої Червонопрапорної армії.
З серпня 1939 по липень 1941 року обіймав посаду старшого викладача Військової академії імені М. В. Фрунзе.

### Німецько-радянська війна
З початком німецько-радянської війни комбриг К. С. Мельник призначений командиром 53-ї кавалерійської дивізії (з жовтня 1941 року — 4-та гвардійська кавалерійська дивізія) на Західному фронті. Брав участь у обороні Москви, у вересні у складі кавалерійської групи полковника Л. М. Доватора здійснив двотижневий рейд тилами супротивника.
З березня 1942 року — командир 15-го кавалерійського корпусу Закавказького фронту, дислокованого в Ірані.
З жовтня 1942 по листопад 1943 року командував почергово 44-ю, 58-ю та 56-ю арміями на Закавказькому й Північно-Кавказькому фронтах.
З листопада 1943 року — заступник командувача, а з квітня 1944 року — командувач окремою Приморською армією. Війська під його керівництвом вдало діяли у боях на Північному Кавказі та під час визволення Криму.

### Повоєнні роки
Після війни у 1945—1946 роках командував військами Таврійського військового округу, був заступником командувача та начальником штабу цього ж округу (1946—1951).
З березня 1952 по жовтень 1953 року — військовий аташе посольства СРСР у Румунії, одночасно був головним військовим радником румунської армії.
З квітня 1954 по березень 1958 року — заступник голови ЦК ДТСААФ СРСР.
З липня 1958 року — на відповідальній посаді в апараті Міністерства оборони СРСР (начальник управління).
У квітні 1961 року вийшов у відставку. Мешкав у Москві, де й помер 3 травня 1971 року. Похований на Введенському цвинтарі.

## Нагороди
Нагороджений орденом Леніна, трьома орденами Червоного Прапора (03.11.1941, …, …), орденами Суворова 1-го ступеня (11.05.1944), Кутузова 2-го ступеня, Вітчизняної війни 1-го ступеня (24.02.1945) і медалями.